# Bleeding Me
«Bleeding Me» (en castellano «Desangrándome») es la séptima canción del sexto álbum de Metallica, Load, que también fue editada como sencillo en 1997. Ese año, Bleeding Me alcanzó el sexto puesto en la lista del Mainstream Rock Tracks. La canción original, de 8 minutos de duración, fue acortada para las versiones radiofónicas entre dos y tres minutos.
La letra habla de que muchas veces nuestras propias acciones afectan a nuestra vida y buscamos a toda costa una salida de esos problemas.
La canción fue versionada por la banda en su concierto con la orquesta de San Francisco en 1999 para ser incluida en el álbum S&M.
El 7 de diciembre de 2011, fue tocada en su totalidad como en la versión del álbum durante la celebración de sus 30 años en The Fillmore, San Francisco (California).

## Créditos
- James Hetfield: Voz, guitarra rítmica
- Kirk Hammett: Guitarra líder
- Jason Newsted: Bajo eléctrico, coros
- Lars Ulrich: Batería, percusión

- Datos: Q2620047